# San Policarpo
San Policarpo is een gemeente in de Filipijnse provincie Eastern Samar op het eiland Samar. Bij de laatste census in 2007 had de gemeente bijna 14 duizend inwoners.

## Geografie

### Bestuurlijke indeling
San Policarpo is onderverdeeld in de volgende 17 barangays:
| - Alugan - Bahay - Bangon - Barangay No. 1 - Barangay No. 2 - Barangay No. 3 - Barangay No. 4 - Barangay No. 5 - Baras | - Binogawan - Cajagwayan - Japunan - Natividad - Pangpang - Santa Cruz - Tabo - Tan-awan |

## Demografie
San Policarpo had bij de census van 2007 een inwoneraantal van 13.689 mensen. Dit zijn 1.286 mensen (10,4%) meer dan bij de vorige census van 2000. De gemiddelde jaarlijkse groei komt daarmee uit op 1,37%, hetgeen lager is dan het landelijk jaarlijks gemiddelde over deze periode (2,04%). Vergeleken met de census van 1995 is het aantal mensen met 2.124 (18,4%) toegenomen.

De bevolkingsdichtheid van San Policarpo was ten tijde van de laatste census, met 13.689 inwoners op 78 km², 175,5 mensen per km².